# Bourj Hammoudstadion
Het Bourj Hammoudstadion is een multifunctioneel stadion in Beiroet, een stad in Libanon. Het stadion wordt vooral gebruikt voor voetbalwedstrijden, de voetbalclub Hekmeh FC maakt gebruik van dit stadion. In het stadion is plaats voor 8.000 toeschouwers.